# جو دونالی
جو دونالی (به انگلیسی: Joe Donnelly) (زادهٔ ۲۹ سپتامبر ۱۹۵۵) سناتور ایالت ایندیانا در سنای ایالات متحده آمریکا است که برای نخستین‌بار در ۳ ژانویه ۲۰۱۳ به‌عضویت این مجلس درآمد. وی در زمرهٔ سناتورهای گروه اول است که تنها دو سال در سنا حضور دارند و در انتخابات بعدی نیز مجدداً می‌توانند شرکت کنند و تا تاریخ ۳ ژانویه ۲۰۱۹ در این مجلس خواهد بود.